# Низькоуступне добування каменю
Низькоуступне добування каменю (рос. низкоуступная добыча камня, англ. low-bench quarrying; нім. Steinabbau m mit niedrigen Strossen) — технологічні схеми вирізання стінового каменю в кар'єрі при висоті уступів 0,41 м. Ця висота уступу відповідає подвійній висоті стандартних стінових каменів з урахуванням товщини пропилу.
Низькоуступний спосіб ефективно використовується при видобуванні блоків стінового каменю (вапняк, туф) на кар'єрах Криму.